# جنی گلووی
جنی گَلووِی (انگلیسی: Jenny Galloway؛ زادهٔ ۱۹۴۹) بازیگر و خواننده اهل بریتانیا است.
از فیلم‌ها یا مجموعه‌های تلویزیونی که وی در آن‌ها نقش داشته است، می‌توان به پزشک‌ها، جانی اینگلیش، موجودات درنده، درباره یک پسر، خانه شوم و بینوایان اشاره نمود.
وی همچنین برندهٔ جوایزی همچون جایزه لارنس الیویه شده است.